# Mont (Theux)
Pour les articles homonymes, voir Mont.
Mont  est un hameau de la commune belge de Theux située en Région wallonne dans la province de Liège.
Avant la fusion des communes de 1977, le hameau faisait déjà partie de la commune de Theux.
Le coteau de Mont et l'ancienne carrière, réserve naturelle, constituent un site d'une grande importance écologique.

## Situation
Ce hameau ardennais se situe sur le versant occidental de la Hoëgne le long de la route nationale 62 Beaufays-Saint-Vith et sur un replat de la côte de Mont-Theux gravie à de nombreuses reprises par les cyclistes de la course Liège-Bastogne-Liège. Mont se trouve à 500 m du hameau de Hodbomont, à 2 km de Theux et à 5 km de Louveigné.

## Description
Bien qu'il soit traversé par une route très fréquentée (N.62), Mont est resté un hameau à caractère rural possédant encore plusieurs exploitations agricoles datant principalement du XVIIIe siècle et construites en moellons de grès. On trouve aussi quelques commerces le long de la route nationale.
Au nord du hameau, se trouve la ferme fortifiée de Wislez datant du XVIIe siècle et possédant une tour circulaire.

## Coteau de Mont
Le coteau de Mont et l'ancienne carrière, réserve naturelle, dont les pelouses calcaires du haut coteau de Mont (3 hectares) abandonnées par l'agriculture depuis les années 1990 et embroussaillées à 80 %, étaient en voie avancée de recolonisation forestière.
Plusieurs espèces d'Orchidées (Orchidaceae), telles que l'Homme pendu (Orchis anthropophora) et l'Ophrys abeille (Ophrys apifera) ont disparu des pelouses embroussaillées.
Depuis 2010, ce site d'une grande importance écologique est restauré par l'ASBL Natagora grâce à des actions régulières consistant essentiellement en pâturage de moutons, fauchage et ramassage des herbes hautes par des bénévoles. Le site retrouve un aspect intéressant avec une faune et une flore variées ainsi que des espèces rares et protégées.

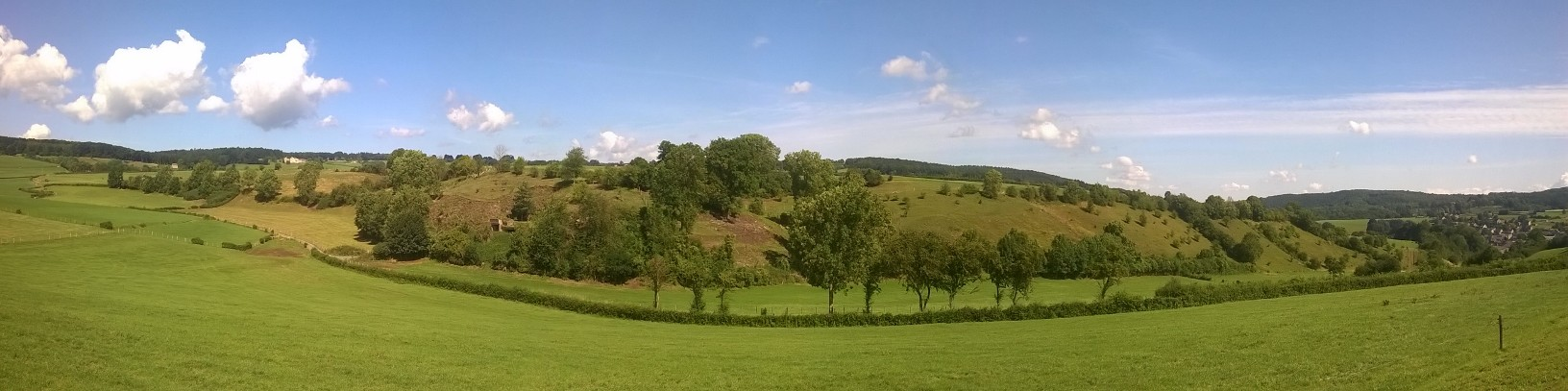
Coteau de Mont et ancienne carrière

## Pour approfondir